# Anne-Cathrine Herdorf
Anne-Cathrine Herdorf (Copenaghen, 10 luglio 1957) è una cantante danese.
Ha rappresentato la Danimarca all'Eurovision Song Contest 1987 con il brano En lille melodi.

## Biografia
Anne-Cathrine Herdorf è salita alla ribalta nel 1987 con la sua partecipazione al Dansk Melodi Grand Prix, il programma di selezione del rappresentante danese per l'Eurovision Song Contest, dove ha presentato l'inedito En lille melodi. La sua vittoria le ha permesso di cantare sul palco eurovisivo a Bruxelles, dove si è piazzata 5ª su 22 partecipanti con 83 punti totalizzati.
È tornata al Dansk Melodi Grand Prix varie volte dopo la sua vittoria: nel 1992 come presentatrice insieme ad Anders Frandsen, nel 1999 come giurata, e nel 2001 come ospite.

## Discografia

### Album in studio
- 2010 – Lad det swinge
- Anne Herdorf

### Singoli
- 1987 – En lille melodi
- 1989 – Endelig blev det sommer/Jeg vil med dig hjem (con Jeppe Kaas, Jørn Lendorph e Christine Skov)
- 1992 – Det er ganske vist (Beauty and the Beast) (con Jørn Lendorph)